# Estación de servicio de Skovshoved
La estación de servicio de Skovshoved (en danés: Skovshoved tankstation) es una histórica estación de servicio, todavía operativa, situada en Skovshoved, Gentofte, al norte de Copenhague, Dinamarca. Abierta en 1936, fue diseñada por Arne Jacobsen como un ejemplo de la arquitectura funcionalista de la época. Texaco fue la compañía que en su día encargó el diseño de la estación de servicio a Jacobsen, pero el actual propietario es la compañía Uno-X. Restaurada en 2002, se encuentra catalogada como un monumento de Clase A.